# Angelika Tazreiter
Angelika Tazreiter (18 de julio de 1987) es una deportista austríaca que compitió en ciclismo de montaña en la disciplina de campo a través. Ganó una medalla de plata en el Campeonato Europeo de Ciclismo de Montaña en Maratón de 2017.

## Medallero internacional
| Campeonato Europeo | Campeonato Europeo | Campeonato Europeo | Campeonato Europeo |
| Año                | Lugar              | Medalla            | Competición        |
| ------------------ | ------------------ | ------------------ | ------------------ |
| 2017               | Svit (Eslovaquia)  | Medalla de plata   | Campo a través     |